# 1907-es sakkvilágbajnokság
 Ez a cikk a sakkjátszmák algebrai lejegyzését alkalmazza.
Az 1907-es sakkvilágbajnokság Emanuel Lasker és Frank Marshall 1907. január 26. – április 6. között játszott világbajnoki párosmérkőzése volt. Emanuel Lasker nagyarányú, 8–0-s győzelmével (7 döntetlen mellett) magabiztosan védte meg világbajnoki címét.

## Előzmények
Emanuel Lasker 1894-ben szerezte meg a világbajnoki címet, miután az addigi címvédő Wilhelm Steinitzet  10–5-re legyőzte. Címét az 1896/97-ben játszott visszavágón elért fölényes 10–2-es győzelmével védte meg.  Ezt követően évekre visszavonult a sakkozástól, hogy matematikai és filozófiai tudományos munkájának hódoljon. A Marshall elleni világbajnoki mérkőzés előtt csak kevés versenyen indult, ezeken azonban világbajnokhoz méltóan kiválóan szerepelt: 1899-ben Londonban 1. helyezést, 1900-ban Párizsban 1. helyezést, 1904-ben Cambridge Springsben 2–3. helyezést ért el. A versenyzés hiánya miatt azonban alaposan hátraszorult a világranglistán. 1902. decemberben elvesztette 1. helyét, amelyet 1890. június óta őrzött, és a mérkőzés kezdetén, 1907. januárban már csak a 9. helyen állt.
A legutóbbi világbajnoki mérkőzés óta több kihívója is volt, akik azonban nem tudták teljesíteni az általa támasztott feltételeket. 1904 és 1907 között az igényelt 2000 dolláros díjalap miatt hiúsult meg a mérkőzés 1904-ben Marshall, 1905-ben Siegbert Tarrasch, és 1906-ban a magyar Maróczy Géza kihívását követően. A már évek óta Amerikában élő Lasker 1906-ban kénytelen volt engedni a közvélemény, és az amerikai sajtó nyomásának, és engedve a díjalapból elfogadta az amerikai Frank Marshall kihívását.
Frank Marshall 1904-ben hívta fel magára a figyelmet Amerika bajnokságának megnyerésével, majd utána a Cambridge Springsben rendezett nagymesterversenyen elért fölényes győzelmével, ahol 2 ponttal előzte meg a mögötte 2–3. helyen végző Laskert, akit le is győzött. Ezek az eredményei jogosították fel arra, hogy kihívja a világbajnokot. A mérkőzés azonban az anyagi feltételek miatt meghiúsult. 1905-ben Maróczy Géza és David Janowski mögött 3. helyen végzett a Barmenben rendezett versenyen, és Janowskyt egy párosmérkőzésen is legyőzte. Ezt követően azonban katasztrofális 8–1 arányú vereséget szenvedett Siegbert Tarraschtól. A világbajnok ismételt kihívásának lehetősége érdekében ismét bizonyítania kellett. 1905-ben egy kisebb erősségű versenyt nyert Scheveningenben, de az igazi nagy eredményt 1906-ban Nürnbergben érte el, ahol 1,5 pont előnnyel győzött a rangos mezőnyből álló versenyen.
A világbajnoki mérkőzés előtte mindössze kétszer játszottak egymással. Az egymás elleni eredményük alapján Marshall állt jobban, miután 1900-ban a párizsi versenyen győzni tudott a világbajnok ellen, másik játszmájukban 1904-ben Cambridge Springsben döntetlen eredmény született. Játszottak 1904-ben még egy tanácskozási játszmát is, amelyben Lasker partnere Mieses volt, míg Marshall partnere Barry, és ez is döntetlenül végződött.

## A párosmérkőzés
A párosmérkőzésre végül Lasker csökkentett, 1000 dolláros díjalapja mellett került sor több amerikai nagyvárosban. A Lasker által meghatározott feltételek szerint a mérkőzés 8 nyert játszmáig tart, a döntetlenek nem számítanak. Óránként 15 lépést kell megtenni. Egy héten hat játéknapot kell kijelölni, de egy héten legfeljebb három új játszmára kerülhet sor. Egy játéknapon legfeljebb hat óra játékidő lehetséges, amelynek délután 1 és este 11 óra közé kell esnie. Az előzetes tervek szerint hat játszmát játszanak New Yorkban, hármat Philadelphiában, kettőt Washingtonban, egyet Chicagoban, Memphisben és a Kansas City Chess Clubban. Ha ekkor a mérkőzés még nem ér véget, akkor visszatérnek New Yorkba, és ott kerül sor az utolsó játszmákra.
A világbajnoki párosmérkőzés 1907. január 26-án kezdődött New Yorkban. Lasker ezúttal is „repülőrajtot” vett, mint a Steinitz elleni visszavágó mérkőzésen. Az első három játszmát megnyerte, majd három döntetlen következett. Ezután Philadelphiában folytatták, ahol a három játszmából egyet megnyert Lasker, így már 4–0-ra vezetett. Az előzetes tervektől eltérően Baltimore és Chicago következett egy-egy döntetlen játszmával, majd Memphisbe utaztak. Itt egymás után három játszmát nyert Lasker, ezért a 7–0-s állás miatt a 14. játszma után visszatértek New Yorkba, hogy az előzetes tervek szerinti utolsó nyertes játszmára ott kerüljön sor. Erre nem sokáig kellett várni, mert a 15. játszmában Lasker ismét győzött, s így 8–0 arányú megsemmisítő vereséget mért Marshallra (7 döntetlen mellett), ezzel másodszor is megvédte világbajnoki címét.

### Az eredménytábla
| Versenyző      | Ország                    | 1 | 2 | 3 | 4 | 5 | 6 | 7 | 8 | 9 | 10 | 11 | 12 | 13 | 14 | 15 | Nyert | Pont |
| -------------- | ------------------------- | - | - | - | - | - | - | - | - | - | -- | -- | -- | -- | -- | -- | ----- | ---- |
| Emanuel Lasker | Német Birodalom           | 1 | 1 | 1 | ½ | ½ | ½ | ½ | 1 | ½ | ½  | ½  | 1  | 1  | 1  | 1  | 8     | 11½  |
| Frank Marshall | Amerikai Egyesült Államok | 0 | 0 | 0 | ½ | ½ | ½ | ½ | 0 | ½ | ½  | ½  | 0  | 0  | 0  | 0  | 0     | 3½   |

### A mérkőzés játszmái
A mérkőzés 15 játszmája. Különösen emlékezetes az 1. és a 3. játszma. Lasker már az első játszma 13. lépésében tisztet áldozott, amelyet Marshall néhány lépéssel később kénytelen volt visszaáldozni. A végjátékban Lasker futója erősebbnek bizonyult Marshall huszárjánál. Ezután Marshall minden világos játszmájában 1. d4-gyel nyitott, hogy elkerülje a hasonló taktikai lehetőségeket. Lasker viszont az összes világos játszmájában 1. e4-gyel kezdett.
1. játszma Marshall–Lasker 0–1 50 lépés
|    | |    |    |    |    |    |    |
|    | \| \| \| \| \| \| \| \| \| \| \| \| \| \| \| \| \| \| \| \| \| \| \| \| \| \| \| \| \| \| \| \| \| \| \| \| \| \| \| \| \| \| \| \| \| \| \| \| \| \| \| \| \| \| \| \| \| \| \| \| \| \| \| \| \| \| \| \| \| \| \| \| |    |    |    |    |    |    |
|    | |    |    |    |    |    |    |
| a8 | b8 | c8 | d8 | e8 | f8 | g8 | h8 |
| a7 | b7 | c7 | d7 | e7 | f7 | g7 | h7 |
| a6 | b6 | c6 | d6 | e6 | f6 | g6 | h6 |
| a5 | b5 | c5 | d5 | e5 | f5 | g5 | h5 |
| a4 | b4 | c4 | d4 | e4 | f4 | g4 | h4 |
| a3 | b3 | c3 | d3 | e3 | f3 | g3 | h3 |
| a2 | b2 | c2 | d2 | e2 | f2 | g2 | h2 |
| a1 | b1 | c1 | d1 | e1 | f1 | g1 | h1 |

| a8 | b8 | c8 | d8 | e8 | f8 | g8 | h8 |
| a7 | b7 | c7 | d7 | e7 | f7 | g7 | h7 |
| a6 | b6 | c6 | d6 | e6 | f6 | g6 | h6 |
| a5 | b5 | c5 | d5 | e5 | f5 | g5 | h5 |
| a4 | b4 | c4 | d4 | e4 | f4 | g4 | h4 |
| a3 | b3 | c3 | d3 | e3 | f3 | g3 | h3 |
| a2 | b2 | c2 | d2 | e2 | f2 | g2 | h2 |
| a1 | b1 | c1 | d1 | e1 | f1 | g1 | h1 |

Spanyol megnyitás berlini védelem, Nyholm-támadás ECO C65
1.e4 e5 2.Hf3 Hc6 3.Fb5 Hf6 4.d4 exd4 5.O-O Fe7 6.e5 He4 7.Hxd4 O-O 8.Hf5 d5 9.Fxc6 bxc6 10.Hxe7+ Vxe7 11.Be1 Vh4 12.Fe3 f6 13.f3 (diagram) fxe5 14.fxe4 d4 15.g3 Vf6 16.Fxd4 exd4 17.Bf1 Vxf1+ 18.Vxf1 Bxf1+ 19.Kxf1 Bb8 20.b3 Bb5 21.c4 Bh5 22.Kg1 c5 23.Hd2 Kf7 24.Bf1+ Ke7 25.a3 Bh6 26.h4 Ba6 27.Ba1 Fg4 28.Kf2 Ke6 29.a4 Ke5 30.Kg2 Bf6 31.Be1 d3 32.Bf1 Kd4 33.Bxf6 gxf6 34.Kf2 c6 35.a5 a6 36.Hb1 Kxe4 37.Ke1 Fe2 38.Hd2+ Ke3 39.Hb1 f5 40.Hd2 h5 41.Hb1 Kf3 42.Hc3 Kxg3 43.Ha4 f4 44.Hxc5 f3 45.He4+ Kf4 46.Hd6 c5 47.b4 cxb4 48.c5 b3 49.Hc4 Kg3 50.He3 b2 0-1
2. játszma Lasker–Marshall 1–0 52 lépés
Francia védelem klasszikus változat, svájci változat ECO C11

3. játszma Marshall–Lasker 0–1 43 lépés
|    | |    |    |    |    |    |    |
|    | \| \| \| \| \| \| \| \| \| \| \| \| \| \| \| \| \| \| \| \| \| \| \| \| \| \| \| \| \| \| \| \| \| \| \| \| \| \| \| \| \| \| \| \| \| \| \| \| \| \| \| \| \| \| \| \| \| \| \| \| \| \| \| \| \| \| \| \| \| \| \| \| |    |    |    |    |    |    |
|    | |    |    |    |    |    |    |
| a8 | b8 | c8 | d8 | e8 | f8 | g8 | h8 |
| a7 | b7 | c7 | d7 | e7 | f7 | g7 | h7 |
| a6 | b6 | c6 | d6 | e6 | f6 | g6 | h6 |
| a5 | b5 | c5 | d5 | e5 | f5 | g5 | h5 |
| a4 | b4 | c4 | d4 | e4 | f4 | g4 | h4 |
| a3 | b3 | c3 | d3 | e3 | f3 | g3 | h3 |
| a2 | b2 | c2 | d2 | e2 | f2 | g2 | h2 |
| a1 | b1 | c1 | d1 | e1 | f1 | g1 | h1 |

| a8 | b8 | c8 | d8 | e8 | f8 | g8 | h8 |
| a7 | b7 | c7 | d7 | e7 | f7 | g7 | h7 |
| a6 | b6 | c6 | d6 | e6 | f6 | g6 | h6 |
| a5 | b5 | c5 | d5 | e5 | f5 | g5 | h5 |
| a4 | b4 | c4 | d4 | e4 | f4 | g4 | h4 |
| a3 | b3 | c3 | d3 | e3 | f3 | g3 | h3 |
| a2 | b2 | c2 | d2 | e2 | f2 | g2 | h2 |
| a1 | b1 | c1 | d1 | e1 | f1 | g1 | h1 |

Elhárított vezércsel Lasker-védelem ECO D53
1.d4 d5 2.c4 e6 3.Hc3 Hf6 4.Fg5 Fe7 5.e3 He4 6.Fxe7 Vxe7 7.Fd3 Hxc3 8.bxc3 Hd7 9.Hf3 O-O 10.O-O Bd8 11.Vc2 Hf8 12.He5 c5 13.Bab1 Vc7 14.Vb3 b6 15.cxd5 exd5 16.Va4 Fb7 17.Vd1 Bd6 18.Vg4 Be8 19.Vg3 Bde6 20.Ff5 B6e7 21.f4 Fc8 22.Fxc8 Bxc8 23.Vf3 Vd6 24.Bfc1 Bec7 25.h3 h6 26.Kh2 Hh7 27.Vh5 Hf6 28.Vf5 cxd4 29.exd4 (diagram) Marshall csapdát állított. Most a gyalognyerésnek látszó 29. - Bxc3?-ra 30. Vxc8+! Bxc8 31. Bxc8+ Kh7 32. Bh8+! Kxh8 33. Hxf7+ és világos bástyát nyer. He4 Lasker észreveszi a csapdát, és ellencsapdát állít.  30.Hxf7 Bxf7 31.Vxc8+ Bf8 32.Vb7 Vxf4+ 33.Kg1 Vg5 34.Kh2 Vg3+ 35.Kg1 Hd2 36.Vxd5+ Kh8 37.Kh1 Hf3 38.gxf3 Vxh3+ 39.Kg1 Vg3+ 40.Kh1 Bf4 41.Vd8+ Kh7 42.Bf1 Bf5 43.Ve8 Vh4+ 0-1
4. játszma Lasker–Marshall ½–½ 40 lépés
Francia védelem McCutcheon-változat, Lasker változat ECO C12
5. játszma Marshall–Lasker ½–½ 41 lépés
Elhárított vezércsel Lasker-védelem ECO D53
6. játszma Lasker–Marshall ½–½ 21 lépés
Francia védelem McCutcheon-változat, csereváltozat ECO C12
7. játszma Marshall–Lasker ½–½ 49 lépés
Elhárított vezércsel Tarrasch-védelem ECO D32
8. játszma Lasker–Marshall 1–0 69 lépés
Francia védelem McCutcheon-változat, csereváltozat ECO C12
9. játszma Marshall–Lasker ½–½ 46 lépés
Elhárított vezércsel Tarrasch-védelem, Kéthuszáros változat ECO D32
10. játszma Lasker–Marshall ½–½ 48 lépés
Francia védelem McCutcheon-változat, csereváltozat ECO C12
11. játszma Marshall–Lasker ½–½ 51 lépés
Holland-védelem, Staunton-csel, Csigorin-változat ECO A83
12. játszma Lasker–Marshall 1–0 46 lépés
Francia védelem klasszikus csereváltozat ECO C11
13. játszma Marshall–Lasker 0–1 58 lépés
Vezércsel Csigorin-védelem csereváltozat ECO D07
14. játszma Lasker–Marshall 1–0 21 lépés
Francia védelem klasszikus svájci-változat ECO C11
15. játszma Marshall–Lasker 0–1 37 lépés
Elhárított vezércsel Lasker-védelem ECO D53